# Mèo Síp
Mèo Síp được phân thành hai phân loài là Mèo Aphrodite Giant và Mèo Saint Helen. Vào ngày 1 tháng 7 năm 2012, loài mèo Aphrodite đã trở thành một giống mèo được công nhận đầy đủ bởi Liên đoàn Mèo Thế giới. Thời kỳ có ảnh hưởng lớn nhất đối với sự phát triển của mèo Síp xảy ra vào năm 328 sau Công nguyên khi hai thuyền chở mèo được gửi đến hòn đảo này từ Ai Cập và Palestine bởi Thánh Helena. Điều này đã được thực hiện để chống lại sự phá hoại của rắn trên đảo sau một nạn hạn hán kéo dài 37 năm. Những con mèo đã có thể sinh sản trong 12 thế kỷ và ít bị ảnh hưởng từ bên ngoài; điều này đã dẫn đến một giống mèo độc đáo, mạnh mẽ và cực kỳ khỏe mạnh.

## Lịch sử
Theo nghiên cứu được tiến hành bởi J.-D. Vigne, et al. ví dụ lâu đời nhất của một con mèo thuần hóa có thể được tìm thấy ở Síp. Lịch sử ghi nhận Mèo Síp bắt đầu khoảng 9500 năm trước và được đưa vào phạm vi công cộng như là kết quả của việc khám phá khảo cổ về mèo thuần hóa được một nhà khảo cổ học người Pháp, Giáo sư Jean Guillain, năm 2004, nghiên cứu. Các nhà khảo cổ đang làm việc tại địa điểm đồ đá mới của Shillourokambos, nghiên cứu cẩn thận những phần còn lại của một con mèo được chôn cất cẩn thận bên cạnh con người và các đồ tạo tác trang trí. "Kiểm tra cho thấy một cái hố nhỏ hoặc huyệt mộ đã được cố tình đào ra và xác con mèo được đặt trong đó, sau đó hố này nhanh chóng được lấp lại." Bộ xương mèo này có niên đại trước các mô tả của Ai Cập từ 4.000 năm trở lên.
Giống mèo Síp gắn liên với các tu viện đặc biệt tên là "Thánh Nicôla của Mèo" (tiếng Hy Lạp Άγιος Νικόλαος των Γατών), được thành lập vào thế kỷ thứ tư sau Công nguyên. Nó nằm gần làng Akrotiri. Theo truyền thuyết Byzantine, Thánh Helen đã cho nhập khẩu hàng trăm con mèo từ Ai Cập hoặc Palestine vào thế kỷ thứ tư để khống chế loài rắn độc đã xâm nhập vào tu viện. Tu viện có hai chuông, một để gọi mèo cho bữa ăn và người kia nhằm điều động mèo đến các cánh đồng để săn rắn. Tuy số lượng mèo của tu viện trong một lần bị giảm sút nhưng hiện đã tăng lên trở lại nhờ các nữ tu thường trú.
Giorgos Seferis đã viết về mèo Síp trong bài thơ của ông: "Những con mèo của Thánh Nicôla" được dịch sang Tiếng Anh bởi Edmund Keely và Philip Sherrard vào năm 1995.